# Ilario Pegorari
Ilario Pegorari (* 9. Januar 1949 in Caspoggio; † 17. August 1982 in Ohakune, Neuseeland) war ein italienischer Skirennläufer und Trainer. Pegorari ist zweifacher Italienischer Meister im Slalom (1972) und in der Kombination (1973).
Er gehörte Anfang der 1970er Jahre zusammen mit Gustav Thöni und Piero Gros dem starken italienischen Slalom- und Riesenslalomteam an. Seine erfolgreichste Saison war 1972/73, als er in der Weltcup-Einzelwertung im Slalom Fünfter wurde. In dieser Saison erzielte er mit einem zweiten Platz in Mont Sainte-Anne und einem dritten Platz im Naeba Ski Resort auch die besten Einzelresultate seiner Karriere.
Nach Beendigung seiner aktiven Laufbahn wurde Pegorari Trainer der italienischen Skinationalmannschaft. Er kam 1982 bei einem Autounfall in Neuseeland ums Leben. Mit ihm starben der italienische Skirennläufer Bruno Nöckler und sein Trainerkollege Karl Pichler.